# Alexéi A. Efros
Alexei "Alyosha" A. Efros (San Petersburgo, 9 de abril de 1975) es un informático ruso-estadounidense y profesor de la Universidad de California en Berkeley. Es ampliamente reconocido por sus contribuciones a la visión por computadora y su trabajo ha sido mencionado en medios de comunicación como Wired, BBC News, The New York Times y The New Yorker.

## Biografía
Nació en San Petersburgo, Unión Soviética. Su padre es Alexei L. Efros, entonces profesor de física en el Instituto Físico-Técnico Ioffe. Su familia emigró a Estados Unidos cuando él tenía 14 años para adaptarse a la carrera de su padre y la familia se instaló en Salt Lake City en 1991. Se graduó en la Universidad de Utah en 1997 y asistió a la Universidad de California en Berkeley, para realizar su doctorado, asesorado por Jitendra Malik, graduándose en 2003. Luego pasó un año como investigador en la Universidad de Oxford para trabajar con Andrew Zisserman. Se incorporó a la facultad de la Universidad Carnegie Mellon, donde permaneció hasta 2013 cuando se incorporó a la facultad de UC Berkeley. Recibió una beca Guggenheim en 2008. Recibió el Premio ACM en Computación 2016.